# Perronsche Formel
Die Perronsche Formel, benannt nach Oskar Perron, ist eine wichtige Summationsformel, die in der analytischen Zahlentheorie Verwendung hat. Grob gesagt drückt sie Summen zahlentheoretischer Funktionen bis zu einer Abbruchschranke über ein Integral aus, welches die von eben dieser Funktion erzeugte Dirichlet-Reihe enthält.

## Aussage
Es sei {\displaystyle \textstyle F(s):=\sum _{n=1}^{\infty }a_{n}n^{-s}} eine Dirichlet-Reihe, die irgendwo konvergiert, {\displaystyle \sigma _{c}} ihre Konvergenzabszisse und {\displaystyle \sigma _{a}} ihre absolute Konvergenzabszisse. Für jedes {\displaystyle x\in \mathbb {R} \setminus \mathbb {N} } definiert man die summatorische Funktion
{\displaystyle A^{*}(x)=\sum _{n<x}a_{n}+{\frac {1}{2}}a_{x}}
wobei {\displaystyle a_{x}} für alle nicht-natürlichen {\displaystyle x} einfach 0 ist. Dann gilt für {\displaystyle \kappa >\max(0,\sigma _{c})} die Formel
{\displaystyle A^{*}(x)={\frac {1}{2\pi i}}\int _{\kappa -i\infty }^{\kappa +i\infty }F(s)x^{s}{\frac {\mathrm {d} s}{s}},}
wobei das Integral im Falle von {\displaystyle x\in \mathbb {R} _{>0}\setminus \mathbb {N} } bedingt konvergiert und für {\displaystyle x\in \mathbb {N} } im Sinne des Cauchyschen Hauptwertes existiert.

## Effektive Versionen
Es existieren auch effektive Formulierungen der Perronschen Formel. In diesen bricht das Integral nach endlichem Weg ab und es kann eine Fehlerabschätzung gegeben werden. Unter den gleichen Voraussetzungen wie in der nicht-effektiven Version gilt für {\displaystyle \kappa >\max(0,\sigma _{a})}, {\displaystyle T\geq 1} und {\displaystyle x\geq 1}
{\displaystyle A(x)=\sum _{n\leq x}a_{n}={\frac {1}{2\pi i}}\int _{\kappa -iT}^{\kappa +iT}F(s)x^{s}{\frac {\mathrm {d} s}{s}}+O\left(x^{\kappa }\sum _{n=1}^{\infty }{\frac {|a_{n}|}{n^{\kappa }(1+T|\log \left({\frac {x}{n}}\right)|)}}\right).}
Dabei bezeichnet {\displaystyle O} die O-Notation von Landau. Diese wird manchmal auch Erste effektive Perronsche Formel genannt.
Unter weiteren Voraussetzungen an die Dirichlet-Reihe kann dieses Resultat noch verbessert werden. Gibt es eine Zahl {\displaystyle \alpha \geq 0} mit der Eigenschaft
{\displaystyle \sum _{n=1}^{\infty }|a_{n}|n^{-\sigma }=O((\sigma -\sigma _{s})^{-\alpha }),\qquad (\sigma _{a}<\sigma \leq \sigma _{a}+1),}
und ist {\displaystyle B(n)} eine nicht-fallende Funktion mit {\displaystyle |a_{n}|\leq B(n)}, so gilt für {\displaystyle x,T\geq 2}, {\displaystyle \sigma \leq \sigma _{a}}, {\displaystyle \kappa :=\sigma _{a}-\sigma +{\frac {1}{\log(x)}}} die Formel
{\displaystyle \sum _{n\leq x}{\frac {a_{n}}{n^{s}}}={\frac {1}{2\pi i}}\int _{\kappa -iT}^{\kappa +iT}F(s+w)x^{w}{\frac {\mathrm {d} w}{w}}+O\left(x^{\sigma _{a}-\sigma }{\frac {\log(x)^{\alpha }}{T}}+{\frac {B(2x)}{x^{\sigma }}}\left(1+{\frac {\log(T)}{T}}\right)\right).}
Diese wird auch als Zweite effektive Perronsche Formel bezeichnet.